# Вендский музей
Вендский музей (нем. Wendisches Museum Cottbus, н.-луж. Serbski muzej Chóśebuz) — музей в городе Котбус, являющийся центральным музеем культуры и истории народа вендов (лужичан) в Нижней Лужице. Современный музей был открыт в 1994 году, но его коллекция восходит к 1908 году, когда в городском музее была собраны экспонаты, рассказывавшие о вендах.

## История и описание
Первая коллекция экспонатов, рассказывавшая об истории и культуре вендов, была представлена в городком (краеведческом) музее Котбуса в 1908 году — она просуществовала в открытом доступе до эпохи Третьего рейха. Большая часть экспонатов из данной коллекции была потеряна в годы Второй мировой войны.
Уже в эпоху ГДР, в 1980 году, в Котбусе — во дворце, расположенном в Браницком парке — был создан музей литературы на языках лужичан: сначала он представлял собой постоянную экспозицию, но затем стал передвижной выставкой. Некоторое время спустя данная коллекция была отправлена в архив. После 1985 года на основе архивных материалов была разработана новая постоянная экспозиция: цель состояла в том, чтобы создать выставку не только о литературе, но и о музыке, фольклоре и изобразительном искусстве вендов. После повторного объединения Германии, 3 июня 1994 года, усилия дали свои плоды и в городе был открыт полноценный музей вендов. Помимо постоянной экспозиции, в 15 выставочных залах краеведческого музея с момента его основания прошли более четырёх десятков специальных выставок самой разнообразной тематики: все выставки являлись двуязычными (немецко-сорбскими). Сегодня в стенах музея хранится самая большая коллекция нижнесорбских национальных костюмов.